# PAPP-A
PAPP-A (de l'anglès pregnancy-associated plasma protein A), o proteïna plasmàtica A associada a l'embaràs.
La seva determinació en el cribatge del primer trimestre d'embaràs en el sèrum de la mare ajuda a determinar el risc de la Trisomia 21 o Síndrome de Down. Els fetus amb probabilitat d'alteració cromosòmica en general tenen un valor inferior a 0,4 MoM (múltiples de la mitjana).
El test no té valor diagnòstic; determina una probabilitat estadística sempre amb relació a l'edat de la dona i en combinació amb la determinació de β-hCG i ecografia la translucència nucal en particular.